# Sever do Vouga (freguesia)
Sever do Vouga is een plaats (freguesia) in de Portugese gemeente Sever do Vouga en telt 2728 inwoners (2001).